# كارل فريتش
كارل فريتش (بالألمانية: Karl Fritsch)‏ (و. 1864 – 1934 م) هو عالم نبات، وأستاذ جامعي من النمسا . ولد في فيينا.
توفي في غراتس ، عن عمر يناهز 70 عاماً.

## التعليم
تعلم في جامعة فيينا

## مناصب وهيئات
أدار جامعة فيينا، وجامعة غراتس.